# كارولين أثرتون ماسون
كارولين أثرتون ماسون (بالإنجليزية: Caroline Atherton Mason)‏ هي كاتِبة وشاعرة أمريكية، ولدت في 27 يوليو 1823 في ماربلهيد في الولايات المتحدة، وتوفيت في 13 يونيو 1890 في فيتشبورغ في الولايات المتحدة.